# Nicaragua aux Jeux olympiques d'été de 2012
Le Nicaragua participe aux Jeux olympiques d'été de 2012 à Londres au Royaume-Uni du 27 juillet au 12 août 2012. Il s'agit de sa 11e participation à des Jeux d'été.

## Athlétisme
Hommes
| Athlète      | Épreuve    | Séries   | Séries | Quarts de finale | Quarts de finale | Demi-finales | Demi-finales | Finale   | Finale |
| Athlète      | Épreuve    | Résultat | Rang   | Résultat         | Rang             | Résultat     | Rang         | Résultat | Rang   |
| ------------ | ---------- | -------- | ------ | ---------------- | ---------------- | ------------ | ------------ | -------- | ------ |
| Edgar Cortez | 800 mètres | 1:58.99  | 51e    | NC               | NC               | -            | -            | -        | -      |

Femmes
| Athlète                | Épreuve    | Séries      | Séries | Quarts de finale | Quarts de finale | Demi-finales | Demi-finales | Finale   | Finale |
| Athlète                | Épreuve    | Résultat    | Rang   | Résultat         | Rang             | Résultat     | Rang         | Résultat | Rang   |
| ---------------------- | ---------- | ----------- | ------ | ---------------- | ---------------- | ------------ | ------------ | -------- | ------ |
| Ingrid Yahoska Narvaez | 400 mètres | 59.55 (=SB) | 42e    | NC               | NC               | -            | -            | -        | -      |

## Boxe
Le Nicaragua a remporté une place en boxe.
Homme
| Athlète     | Épreuve         | 16e de finale               | 8e de finale                 | Quart de finale     | Demi-finale         | Finale              | Finale |
| Athlète     | Épreuve         | Adversaire Résultat         | Adversaire Résultat          | Adversaire Résultat | Adversaire Résultat | Adversaire Résultat | Rang   |
| ----------- | --------------- | --------------------------- | ---------------------------- | ------------------- | ------------------- | ------------------- | ------ |
| Osmar Bravo | Poids mi-lourds | Boško Drašković (MNE) 16-11 | Oleksandr Hvozdyk (UKR) 6-18 | -                   | -                   | -                   | -      |

## Haltérophilie
Homme
| Athlète         | Épreuve    | Arraché  | Arraché | Épaulé-jeté | Épaulé-jeté | Total | Rang |
| Athlète         | Épreuve    | Résultat | Rang    | Résultat    | Rang        | Total | Rang |
| --------------- | ---------- | -------- | ------- | ----------- | ----------- | ----- | ---- |
| Lucia Castañeda | - de 63 kg | 79       | 9e      | 97          | 9e          | 176   | 9e   |

## Natation
Homme
| Athlète    | Épreuve          | Série | Série | Demi-finale | Demi-finale | Finale | Finale |
| Athlète    | Épreuve          | Temps | Rang  | Temps       | Rang        | Temps  | Rang   |
| ---------- | ---------------- | ----- | ----- | ----------- | ----------- | ------ | ------ |
| Omar Nunez | 100 m nage libre | 57.11 | 51e   | -           | -           | -      | -      |

Femme
| Athlète       | Épreuve        | Série   | Série | Demi-finale | Demi-finale | Finale | Finale |
| Athlète       | Épreuve        | Temps   | Rang  | Temps       | Rang        | Temps  | Rang   |
| ------------- | -------------- | ------- | ----- | ----------- | ----------- | ------ | ------ |
| Dalila Torrez | 100 m papillon | 1:05.42 | 39e   | -           | -           | -      | -      |